# Тетцел, Джоан
Джоан Тетцел (англ. Joan Tetzel, 21 июня 1921 — 31 октября 1977) — американская актриса.

## Биография
На большом экране Тетцел дебютировала в 1946 году в вестерне Кинга Видора «Дуэль под солнцем», а спустя два года снялась в знаменитой драме Хичкока «Дело Парадайна». С началом 1950-х актриса переместилась на телевидение, где регулярно снималась на протяжении всего десятилетия, появившись в десятке сериалов, среди которых «Кульминация», «Альфред Хичкок представляет» и «Перри Мейсон». Помимо этого Джоан Тетцел была известна как театральная актриса, неоднократно играя на сценах Бродвея.
Актриса дважды была замужем. Её первым супругом был радиопродюсер Джон Е. Мосман (1940—1947), а вторым — актёр Оскар Хомолка (1949—1977). Джоан Тетцел умерла от рака в своём доме в графстве Суссекс в 1977 году в возрасте 56 лет.

## Фильмография
| Год  |   | Русское название    | Оригинальное название     | Роль           |
| ---- | - | ------------------- | ------------------------- | -------------- |
| 1946 | ф | Дуэль под солнцем   | Duel in the Sun           | Хелен Ленгфорд |
| 1947 | ф | Дело Парадайна      | The Paradine Case         | Джуди Флэкер   |
| 1950 | ф | Дело Тельмы Джордон | The File on Thelma Jordon | Памела Маршалл |
| 1954 | ф | Ад ниже нуля        | Hell Below Zero           | Джуди Нордхэл  |
| 1954 | ф | Красное платье      | The Red Dress             | Пандора        |
| 1965 | ф | Радость по утру     | Joy in the Morning        | Беверли Картер |